# Thermopsis jacutica
Thermopsis jacutica är en ärtväxtart som beskrevs av Z.V. Czefranova. Thermopsis jacutica ingår i släktet lupinväpplingar, och familjen ärtväxter. Inga underarter finns listade i Catalogue of Life.